# Saint-Geniès, Dordogne
Saint-Geniès là một xã, nằm ở tỉnh Dordogne vùng Aquitaine của Pháp. Xã này có diện tích 33,59 km², dân số năm 2004 là 961 người. Xã nằm ở khu vực có độ cao trung bình 222 m trên mực nước biển.

## Hành chính
| Danh sách các xã trưởng                |                  |                     |                  |          |
| Giai đoạn                              | Giai đoạn        | Tên                 | Đảng             | Tư cách  |
| 1995                                   | tháng 3 năm 2008 | Anne-Marie Bousquet | -                | -        |
| tháng 3 năm 2008                       | đương nhiệm      | Michel Lajugie      | không chính thức | nông dân |
| Tất cả các dữ liệu trước đây không rõ. |                  |                     |                  |          |

## Thông tin nhân khẩu
| Năm    | 1962 | 1968 | 1975 | 1982 | 1990 | 1999 | 2004 |
| ------ | ---- | ---- | ---- | ---- | ---- | ---- | ---- |
| Dân số | 811  | 765  | 731  | 702  | 735  | 815  | 961  |